# ジェームス・ジェビューサ・シャノン
ジェームス・ジェビューサ・シャノン（Sir James Jebusa Shannon RA、1862年2月3日 – 1923年3月6日)は、 アメリカ合衆国生まれの画家である。イギリスで人気のある肖像画家となり、ナイトの称号を授けられた。

## 略歴
ニューヨーク州のオーバーンで生まれるが、8歳の時家族とカナダに移った。16歳でイギリスに渡り、ロンドンのサウス・ケンジントン美術学校で、エドワード・ポインターに学んだ。1881年と1887年のロイヤル・アカデミー・オブ・アーツの展覧会に人物画を出展し注目された。パリやベルリン、ウィーンの展覧会に出展し入賞し、国際的にも評価され1900年頃には、ロンドンで最も人気のある肖像画家の一人になった。ロンドン中心のホーランド・パーク通り(Holland Park Road)に大きなスタジオを構えた。
1891年に、アカデミーでの肖像画に対する審査に不満を持つ有力な肖像画家たちによって設立された王立肖像画家協会(Royal Society of Portrait Painters)の創立メンバーになり、1910年から1923年の間は会長を務めた。1897年に、ロイヤル・アカデミー・オブ・アーツの準会員に選ばれ、1909年に正会員に選ばれ、1922年にナイトの称号も得た。
1891年から1896年の間や1900年代の初め、特に夏の間はしばしばオランダを訪れた。オランダで夏の絵画学校を開いていた友人のアメリカ生まれの画家、ジョージ・ヒッチコック(1850-1913)とオランダに滞在し、オランダの風景や人物を描いた。
印象派のスタイルも取り入れた洗練された人物画で人気があった。

## 作品

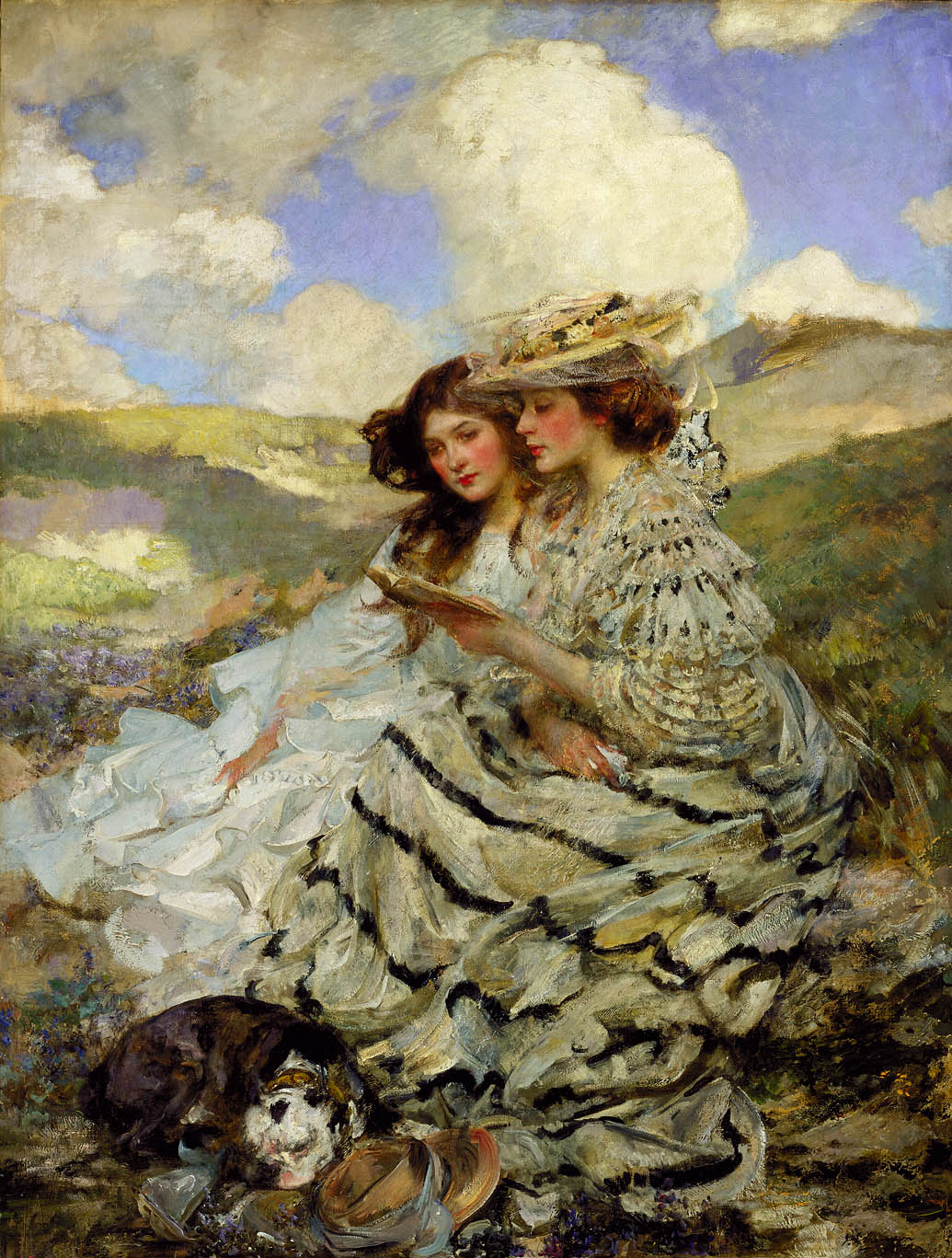
オランダの砂丘で
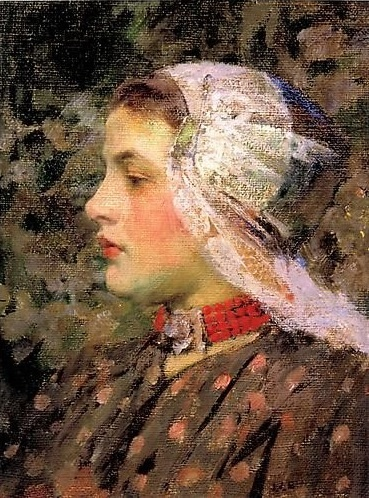
オランダ少女の肖像画 (1891-1896)
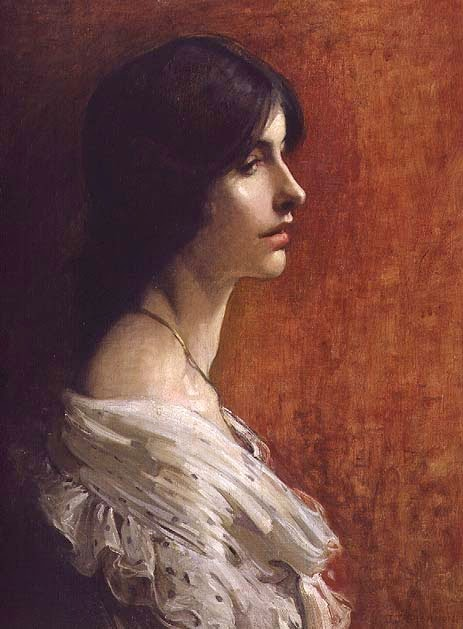
若い女性の肖像画 (1897)
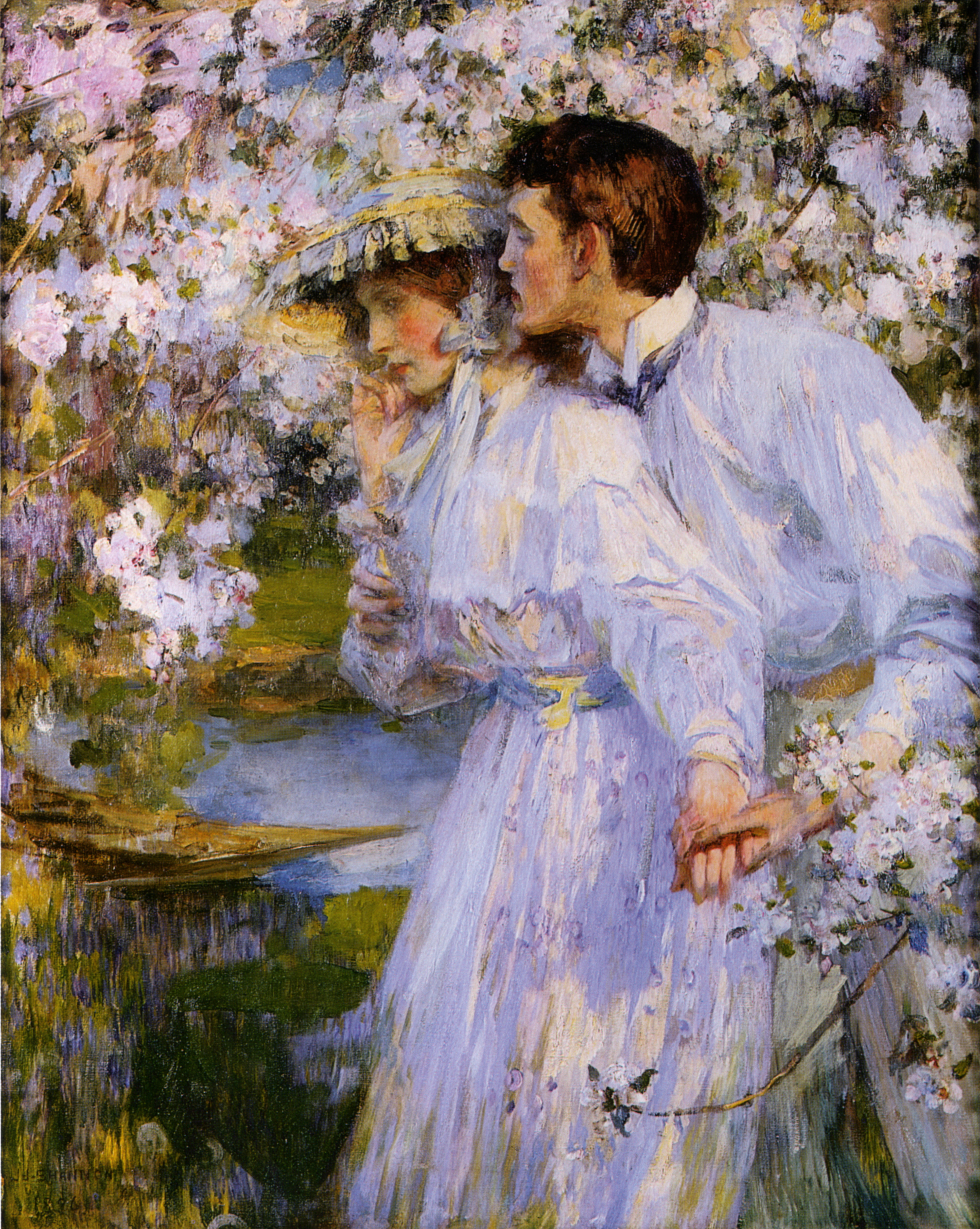
春 (1896)
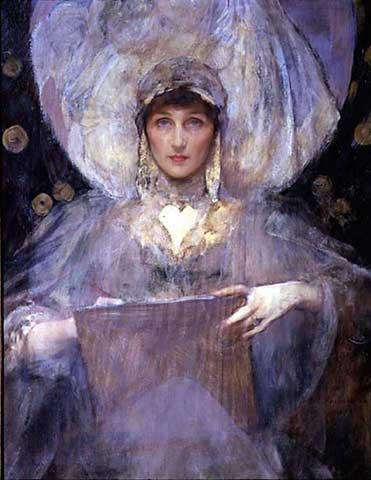
"Lady Violet Manners, Duchess of Rutland"
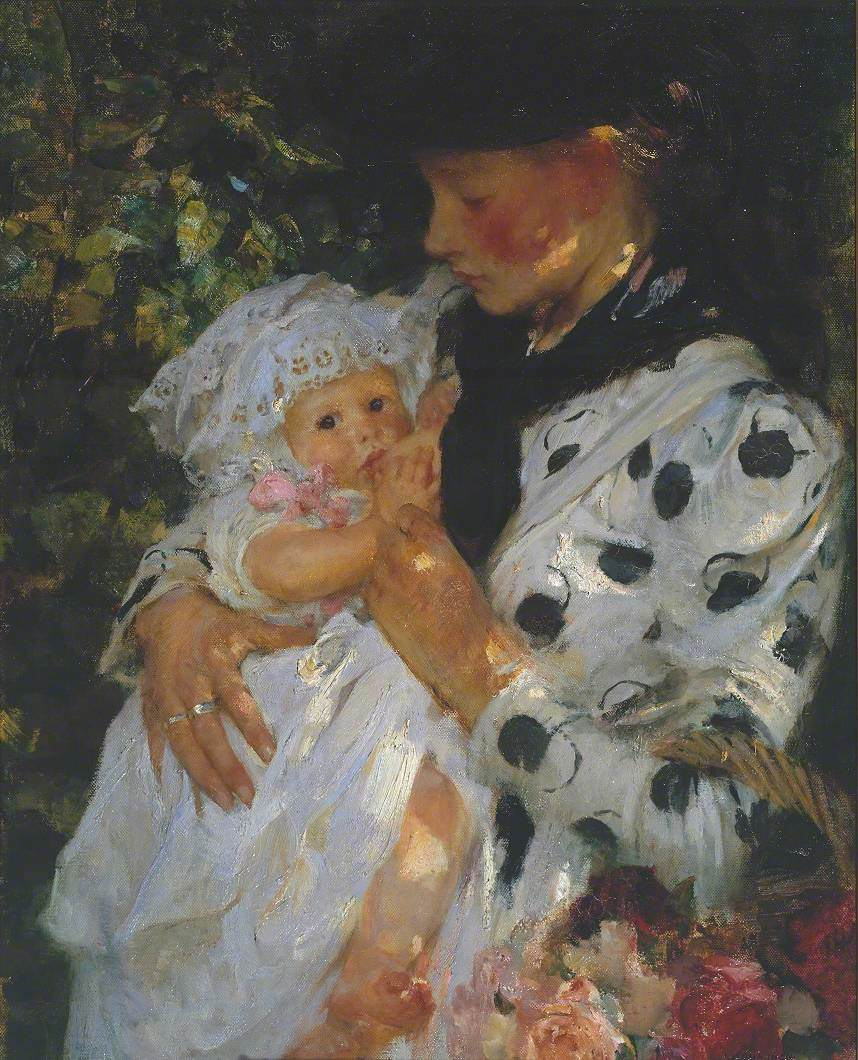
"The Flower Girl"
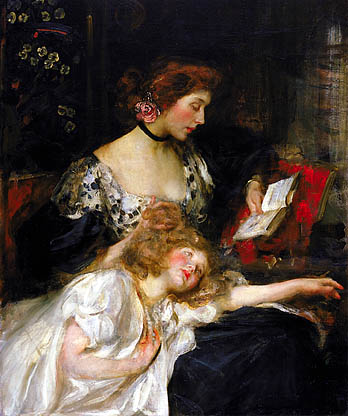
母と子 (1900)
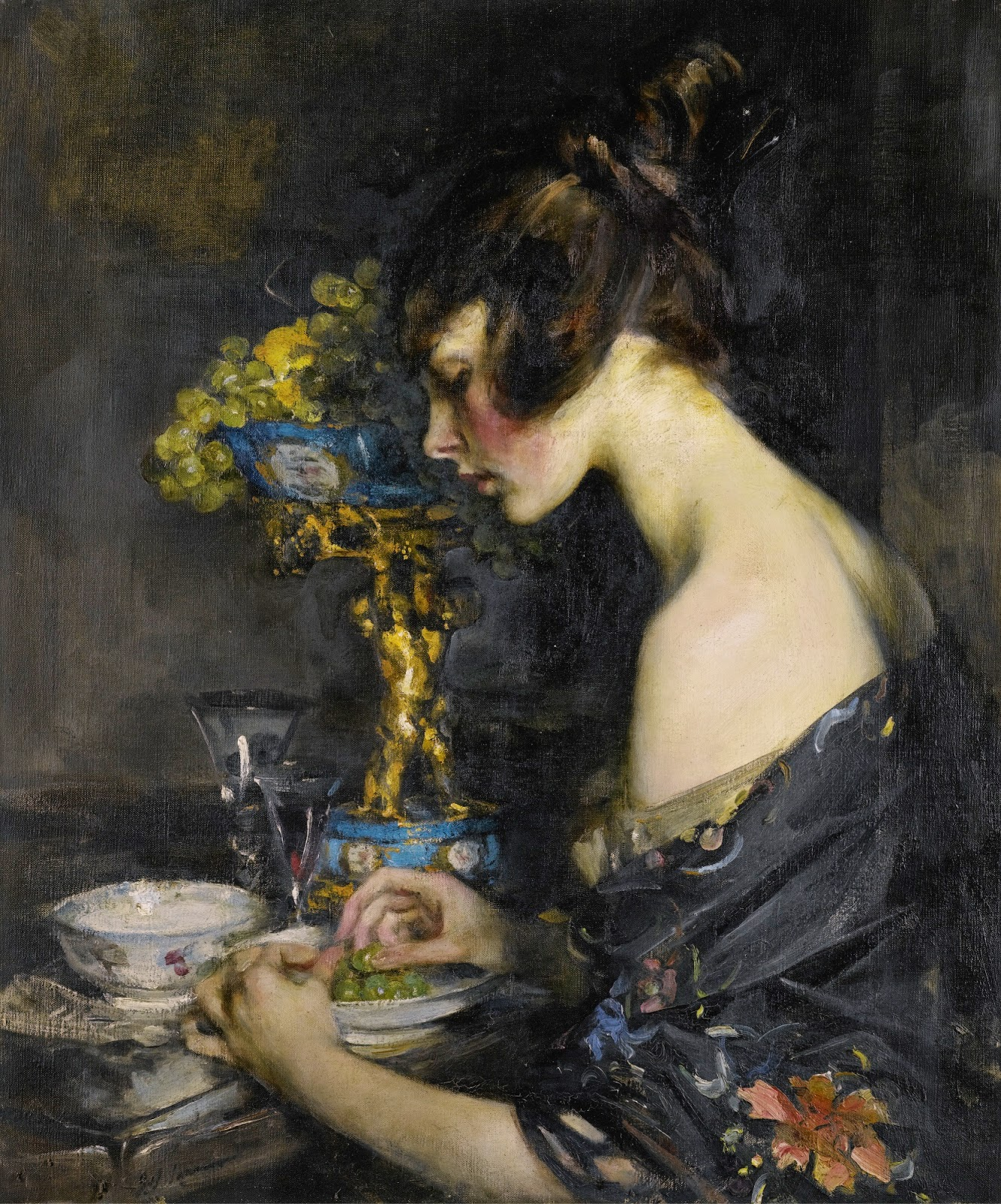
セーヴル焼の花瓶
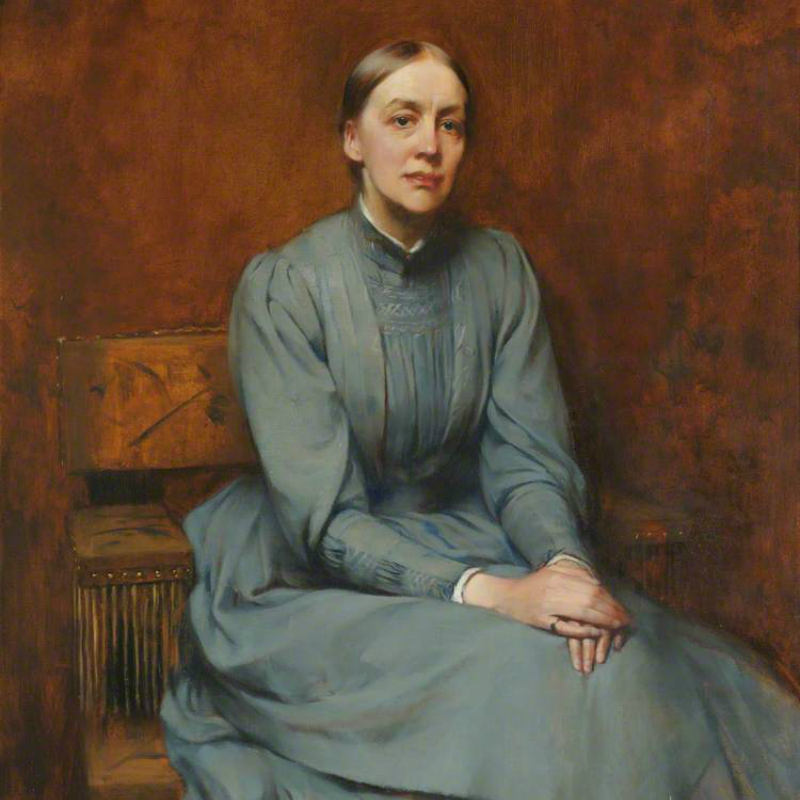
エレノア・ミルドレッド・シジウィック(数学者) の肖像画
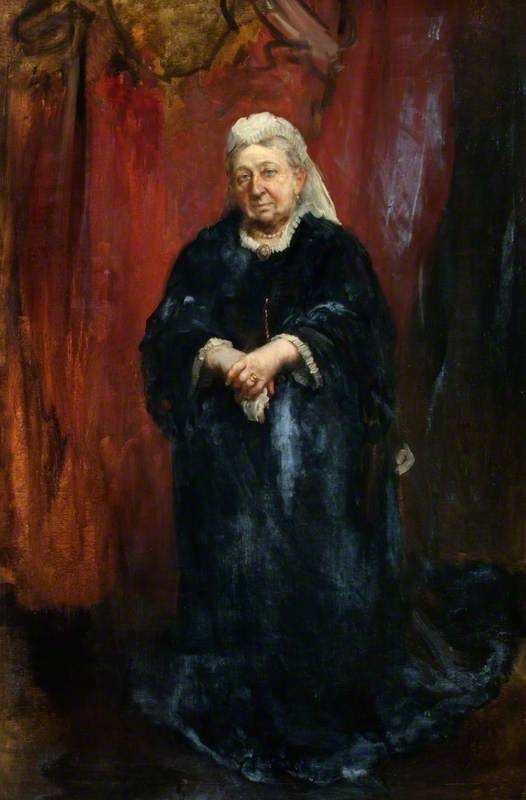
ヴィクトリア女王、スコットランド国立美術館蔵